# Warren Christie
Hans Warren Christie (Belfast, 4 november 1975) is een in Noord-Ierland geboren Canadees acteur.

## Biografie
Christie werd geboren in Belfast en groeide op in de Canadese stad London. Hier studeerde hij af aan de University of Windsor waar hij toegelaten werd voor het spelen van Canadian football in het universiteitsteam. Tijdens zijn studietijd besloot hij om acteur te worden en verhuisde na zijn studie naar Vancouver voor zijn acteercarrière. 
Christie begon in 2001 met acteren in de televisieserie Pasadena, waarna hij nog meerdere rollen speelde in televisieseries en films. Hij is vooral bekend van zijn rol als Ray 'Big Cat' Cataldo in de televisieserie October Road waar hij in 19 afleveringen speelde (2007-2008) en van zijn rol als Scott Rice in de televisieserie Chicago Fire waar hij in 7 afleveringen speelde (2015).
Christie is in 2007 getrouwd met actrice Sonya Salomaa. 

## Filmografie

### Films
Uitgezonderd korte films.
- 2023 Holiday Road - als Clay
- 2023 The More Love Grows - als Ben
- 2021 Crashing Through the Snow - als Sam Reynolds
- 2021 Gone Mom - als Fotis Dulos
- 2021 Land - als Adam
- 2020 If I Only Had Christmas - als Glenn
- 2017 Cocaine Godmother - als Jimmy
- 2014 The Color of Rain - als Michael Spehn
- 2012 This Means War - als Steve
- 2011 Apollo 18 - als Ben Anderson
- 2011 Rise of the Damned - als Kevin
- 2011 Three Weeks, Three Kids - als Will Johnson
- 2010 Ties That Bind - als Peter Wilson
- 2009 Malibu Shark Attack - als Chavez
- 2009 House Rules - als Nate Tiernan
- 2008 The Prince of Motor City - als Jamie Hamilton
- 2008 The Most Wonderful Time of the Year - als Morgan Derby
- 2008 Bachelor Party 2: Analysis of a Stripper Fight - als Todd
- 2008 Bachelor Party 2: The Last Temptation - als Todd
- 2008 Magic Flute Diaries - als Tom / Tamino
- 2007 X's & O's - als Lorenzo
- 2007 Beneath - als Jeff
- 2007 My Baby Is Missing - als Tom Robbins
- 2007 Crossing - als Tom Hopkins
- 2006 Gray Matters - als Trevor Brown
- 2006 Introducing Lennie Rose - als Jackson Dean
- 2004 10.5 - als Jimmy
- 2004 The Thing Below - als Cassidy
- 2003 Lucky 7 - als David
- 2003 1st to Die - als Michael DeGraaff

### Televisieseries
Uitgezonderd eenmalige gastrollen.
- 2023 The Watchful Eye - als Matthew - 10 afl.
- 2020-2021 Batwoman - als Bruce Wayne / Tommy Elliot - 3 afl.
- 2020 50 States of Fright - als Tom - 2 afl.
- 2019 The Village - als Nick Porter - 10 afl.
- 2018 The Resident - als Jude Silva - 6 afl.
- 2017 The Exorcist - als Jordy - 2 afl.
- 2014-2017 Girlfriends' Guide to Divorce - als Will - 9 afl.
- 2017 The Catch - als Ethan Ward - 6 afl.
- 2016 Eyewitness - als Ryan Kane - 10 afl.
- 2014-2016 Motive - als sergeant Mark Cross - 27 afl.
- 2015 Chicago Fire - als Scott Rice - 7 afl.
- 2015 Zoo - als Ray Endicott - 2 afl.
- 2014-2015 Girlfriends' Guide to Divorce - als Will - 6 afl.
- 2014 Rush - als JP - 5 afl.
- 2011-2012 Alphas - als Cameron Hicks - 24 afl.
- 2010-2012 True Justice - als Radner - 14 afl.
- 2010 Happy Town - als Greggy Stiviletto - 6 afl.
- 2007-2008 October Road - als Ray 'Big Cat' Cataldo - 19 afl.
- 2005 Battlestar Galactica - als Tarn - 2 afl.
- 2005 The L Word - als Leo Herrera - 3 afl.
- 2004 The Days - als Lane Dugan - 4 afl.
- 2003-2004 Still Life - als Gideon - 5 afl.

- Biblioteca Nacional de España: XX4697304
- Bibliothèque nationale de France: cb15982283m (data)
- International Standard Name Identifier: 0000 0001 1772 0408
- Library of Congress Control Number: n2011080247
- Système universitaire de documentation: 164244514
- Virtual International Authority File: 79242032
- WorldCat: E39PBJymBCyxdmYKBYpTdpQyVC